# Keno City
Keno City est une localité du Yukon, au Canada, située à l'extrémité du Silver Trail. Sa population est d'environ vingt habitants en 2001. Elle a été le siège d'une importante exploitation de minerai d'argent et de plomb. 
Son nom provient de celui du jeu de Keno, qui est un jeu de hasard.

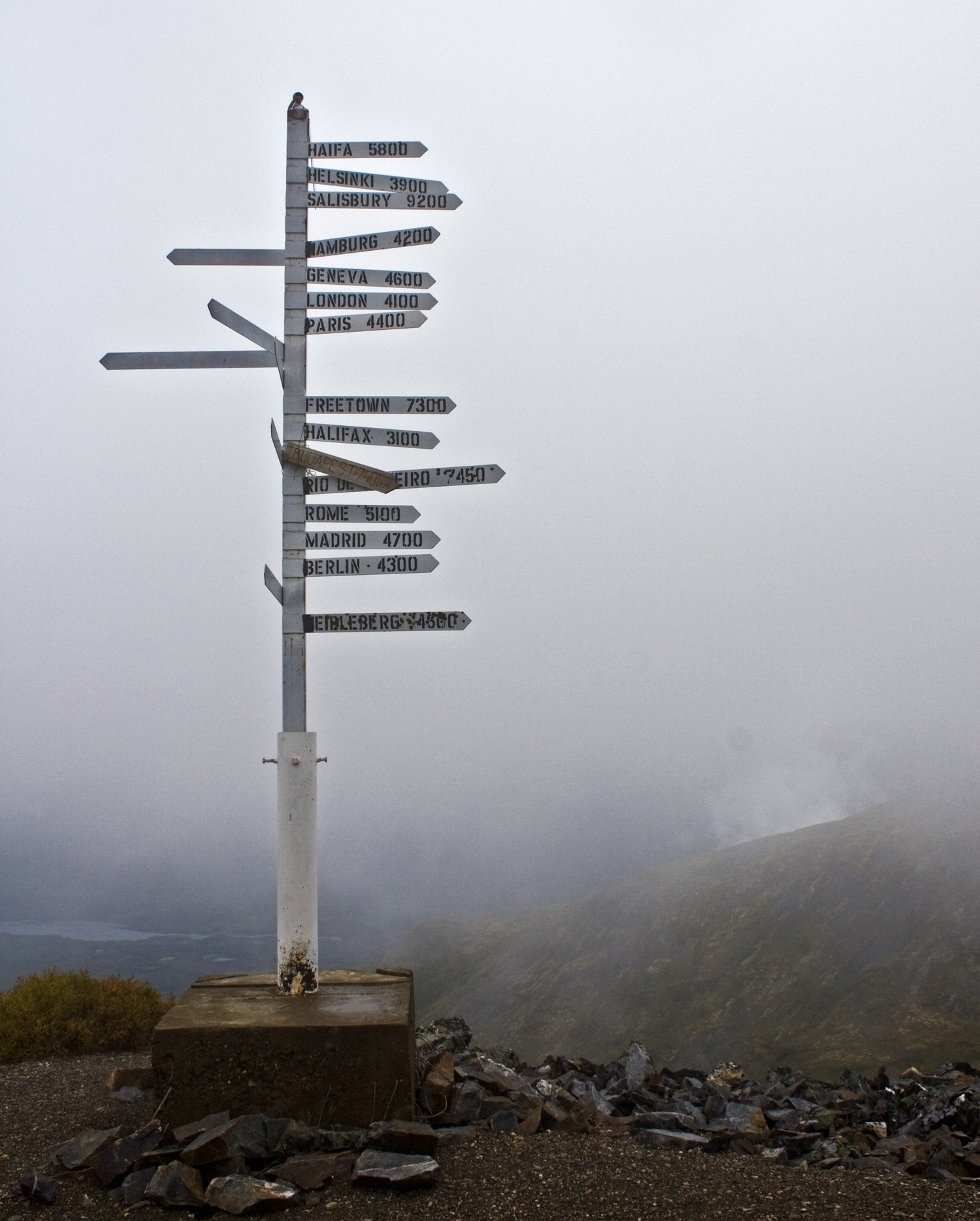
Panneaux de signalisation à Keno City

Keno City est à treize kilomètres d'Elsa, qui appartenait à l'Alexco Resource Corp, exploitant des mines, depuis la découverte des gisements en 1919. La population de la région a fluctué en fonction de l'activité minière. Quand les mines ont fermé, en 1989, les habitants se sont tournés vers une autre activité, le tourisme. Un musée, retraçant la vie des mines, a été aménagé dans un ancien saloon, le Keno Mining Museum.